# Żwirbliszki (rejon oszmiański)
Żwirbliszki (biał. Жвірблішкі; ros. Жвирблишки) − wieś na Białorusi, w obwodzie grodzieńskim, w rejonie oszmiańskim, w sielsowiecie Żuprany.

## Historia
W czasach zaborów wieś i folwark w gminie Polany, w powiecie oszmiańskim, w guberni wileńskiej Imperium Rosyjskiego. W 1866 roku wieś liczyła 149 mieszkańców w 19 domach. Należała do dóbr Polany, własność Jankowskich, folwark liczył 3 dusze rewizyjne. W 1905 roku wymieniono okolicę szlachecką i folwark. Okolica liczyła 44 mieszkańców, 150 dziesięcin, folwark liczył 78 mieszkańców, 12 dziesięcin.
W latach 1921–1945 wieś leżała w Polsce, w województwie wileńskim, w powiecie oszmiańskim, w gminie Polany.
W 1931 wieś w 24 domach zamieszkiwało 120 osób.
Wierni należeli do parafii rzymskokatolickiej w Gudogajach i prawosławnej w Oszmianie. Miejscowość podlegała pod Sąd Grodzki w Oszmianie i Okręgowy w Wilnie; właściwy urząd pocztowy mieścił się w Oszmianie.
Po II wojnie światowej w granicach Związku Sowieckiego. Od 1991 w niepodległej Białorusi.